# Ulmus minor propendens
El cultivar del olmo campestre Ulmus minor propendens, fue descrito por Schneider en 1904 como U. glabra (: minor ) var. Krüssmann (1976), y afirmó que el olmo llorón de corteza de corcho   es sinónimo de U. suberosa pendula mencionada por Lavallée, sin descripción, en 1877. Anteriormente, el Arboretum et Fruticetum Britannicum de Loudon (volumen 7, 1854) había incluido una ilustración de un olmo de campo colgante, el U. campestris suberosa.  En la década de 1870 ya había una U. campestris suberosa pendula en viveros (véase “Cultivo”).
No debe confundirse con U. campestris (:U. minor) microphylla pendula, un cultivar de ramas lisas.
Green consideró que Ulmus rugosa pendula de Kirchner (1864)  era sinónimo de 'propendens'.

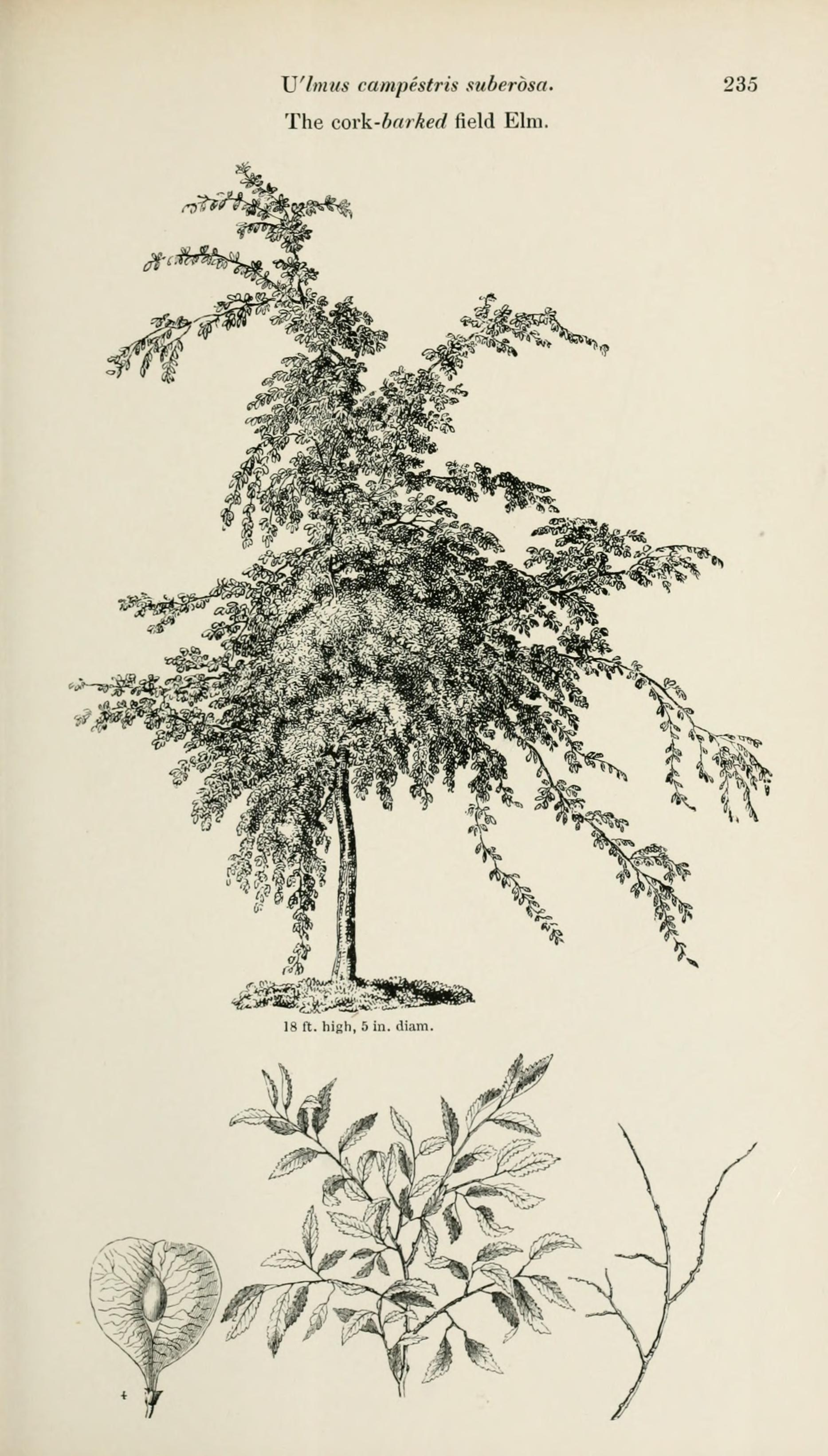
Olmo campestre de corteza de corcho colgante, U. campestris suberosa, de Arboretum et Fruticetum Britannicum (1854).

## Descripción
'Propendens' tiene ramas muy extendidas, inclinadas y corchosas; las hojas son pequeñas, 2 cm (0,8 plg) – 3 cm (1,2 plg) de largo.

## Plagas y enfermedades
La mayoría de los cultivares de U. minor son susceptibles a la enfermedad del olmo holandés pero pueden sobrevivir a través del recrecimiento de los retoños de raíz.

## Cultivo
'Propendens' sigue en cultivo en Bélgica (ver 'Viveros'). Un supuesto ejemplar crece en el jardín botánico de la Universidad de Ciencias Eötvös Loránd, en Budapest, Hungría. Identificada provisionalmente como U. laevis 'pendula', tiene ramitas aladas muy corchosas, atípicas de la especie.
Desde la década de 1870, U. campestris suberosa pendula fue comercializada en Nueva York por el vivero Mount Hope (también conocido como Ellwanger y Barry) de Rochester, Nueva York, donde se distinguió de la U. campestris microphylla pendula,  y desde la década de 1880 por el vivero Späth de Berlín y por Smith's de Worcester. Späth suministró un individuo de U. campestris suberosa pendula al Dominion Arboretum, en Ottawa, Canadá, en 1899, y tres al Real Jardín Botánico de Edimburgo en 1902, que pueden sobrevivir en Edimburgo, ya que era práctica del jardín distribuir árboles por la ciudad (a saber, el olmo de Wentworth ). Un ejemplar de U. suberosa pendula con "hojas rugosas de color verde oscuro" y "ramas corchosas" apareció en el catálogo de 1909 del vivero Bobbink y Atkins, en Rutherford, Nueva Jersey, donde se la distinguió de U. campestris microphylla pendula. Un ejemplar obtenido de Späth como U. suberosa pendula y plantado en 1911 se encontraba en el arboreto Ryston Hall, en Norfolk, a principios del siglo XX. Se cree que 'Propendens' alguna vez fue popular en Europa del Este. Un ejemplar de U. campestris suberosa pendula, posiblemente 'Propendens', estuvo presente en los viveros de Victoria, Australia, a fines del siglo XIX.

## Adhesiones
- Grange Farm Arboretum, Lincolnshire, UK. Acc. no. 1144.

## Viveros
- Centrum voor Botanische Verrijking vzw, Kampenhout, Belgium.[13]

## Sinonimia
Ulmus campestris var. microphylla pendula, Rehder. 
Ulmus campestris var. suberosa alata, Hort.: Kirchner, in Petzold & Kirchner, Arboretum Muscaviense 566, 1864.
Ulmus campestris suberosa pendula Hort.: Späth, (Berlín, Germany),  Catalogue 69, p. 9, 1887.
Ulmus rugosa pendula Hort.: Kirchner, in Petzold & Kirchner, Arboretum Muscaviense 566, 1864, as name in synonymy.